# Johann Jänichen
Johann Jänichen (* 29. September 1659 in Kamenz; † 10. Oktober 1731 in Halle (Saale)) war ein deutscher Lehrer und Dichter.

## Leben
Geboren als Sohn eines Zeugmachers gleichen Namens und seiner Frau Justina Fichtner, bezog er 1678 die Universität Wittenberg. Dort fand er im Haus von Theodor Dassov Aufnahme. Er besuchte  unter anderem die Vorlesungen von Abraham Calov und Johannes Deutschmann. 1681 kam Jänichen als Hauslehrer nach Halle (Saale), erwarb sich 1683 in Wittenberg den akademischen Grad eines Magisters, wurde im gleichen Jahr Lehrer am Gymnasium in Halle und stieg bis 1705 zum Rektor der Anstalt auf. Nachdem er 1723 einen Schlaganfall erlitten hatte, erholte er sich wieder davon, wurde 1731 dienstunfähig und starb noch im selben Jahr.
Jänichen ist als Verfasser einer beträchtlichen Anzahl von geistlichen und weltlichen Liedern bekannt. Einige seiner Lieder befanden sich in Gemeindegesangbüchern. Sein bekanntestes Lied "Wie froh wird meine Seele sein", hatte 1713 im Gesangbuch von Halle Aufnahme gefunden und sich bis in den norddeutschen Raum verbreitet. Sich stilistisch an den Vorbildern Martin Opitz, Paul Fleming, Christian Hofmann von Hofmannswaldau und Christian Weise orientierend, verfasste er 1706 seine „Gründliche Anleitung zur Poetischen Eloculion“. Das Werk ist in einprägsamer- katechetischer Form verfasst, worin er einige deutsche Ersatzwörter als negative, die sprachliche Kommunikation störende Beispiele zitiert. Somit gehört er als Sprachtheoretiker selbst zu den ängstlichen Suchern des sprachlichen Mittelwegs, die für die Wende zum 18. Jahrhundert kennzeichnend sind, und deren sorgfältig eingeschränkte Positionen bestenfalls nur in kleinen Schattierungen voneinander zu unterscheiden sind.

## Familie
Genealogisch ist anzumerken, dass er 1686 Rosina Elisabeth († 6. Februar 1715), die Tochter des hallischen Pfänners Johann Ellenberger geheiratet hatte. Aus dieser Ehe sind 6 Kinder bekannt:
- Christiana Rosina Jänichen († 1730) verh. 1706 mit M. Johann Caspar Büchner
- Johanna Justina Jänichen
- Johann August Jänichen Pfarrer in Hundisburg bei Magdeburg
- Elenora Sophia Jänichen verh. 1716 mit D. Johann Christian Lindner Mediziner in Hildesheim
- Christina Elisabeth Jänichen verh. 1724 mit Friedrich Andreas Schubart aus Magdeburg
- Johann Gotthilf Jänichen, * 23. Nov. 1701 in Halle, † unbekannt. Geheimsekretär und Cembalist am Hofe des Markgrafen Christian Ludwig von Brandenburg-Schwedt in Berlin.

## Werkauswahl
- Grundliche Anleitung zur Poetischen Elocution, Die man bey Teutleben Versen gebrauchen muß..., Leipzig 1706, Friedrich Lanckischens selige Erben